# كايل كريغ
كايل كريغ (بالإنجليزية: Kyle Greig)‏ (22 فبراير 1990 في الولايات المتحدة - ) هو لاعب كرة قدم أمريكي في مركز الهجوم. لعب مع اوكلاهوما سيتي أنرجي وWhitecaps FC 2 ‏ وWilmington Hammerheads FC ‏ وKansas City Brass ‏.

## وصلات خارجية
- كايل كريغ على موقع الدوري الأمريكي (الإنجليزية)
- كايل كريغ على موقع إي إس بي إن إف سي (الإنجليزية)
- كايل كريغ على موقع قاعدة بيانات كرة القدم.إي يو (الإنجليزية)
- كايل كريغ على موقع Soccerbase.com (لاعب) (الإنجليزية)
- كايل كريغ على موقع Soccerway.com (الإنجليزية)
- كايل كريغ على موقع عالم كرة القدم.نت (الإنجليزية)